# بلاد الرحاب
بلاد الرحاب مصطلح جغرافي أطلقه المقدسي والجغرافيين العرب على إحدى بلدان العالم الإسلامي، ويعني بها المنطقة التي تضم أذربيجان وأرمينيا وبلاد الران والران هي منطقة تضم جزء من جنوب وشرق القوقاز

## وصف حدود المنطقة
بلاد الرحاب هي المنطقة التي تعتبر امتدادا نحو الشمال لإقليم الجبال والعراق وديار ربيعة، حيث يوجد إقليم أذربيجان إلى الشرق وإقليم أرمينيا إلى الغرب، وإقليم بلاد الران إلى الشمال من أذريبجان ويتصل في الوقت نفسه بالشاطئ الغربي لبحر قزوين. والمنطقة ككل تجاور من الغرب بلاد الروم البيزنطيين قديما وقسم من حدود الجزيرة الفراتية ، وتحدها من الشرق بلاد الديلم فإقليم جيلان ثم موقان وأخيرا بحر قزوين، أما من الجنوب إقليم الجبال والعراق وبعض حدود الجزيرة الفراتية، وفي الشمال توجد بلاد الكرج - جورجيا قديما - وبلاد اللان وجبال القبق.

التقسيمات الإدارية للجزيرة الفراتية خلال الفترة الأموية والعباسية المبكرة.

## سكان المنطقة
كانت هذه المنطقة تضم عددا من الأجناس البشرية، ففي أذريبجان كانت الأغلبية الساحقة للأكراد، في حين أن الأرمن كانوا هم الجنس البشري السائد في أرمينيا. أما إقليم الران فإن أهله كانوا خليطا من الأكراد والخزر والأرمن، ولعل ذلك يعود إلى اتصال الإقليم الأخير ببحر قزوين، الأمر الذي جعله يستقبل الكثيرين ممن يعملون بالتجارة على اختلاف أجناسهم.

## التنوع الديني
من الناحية الدينية فإن المسيحية كانت هي الديانة السائدة في إقليم أرمينيا. وبجانب ذلك كانت توجد في هذا الإقليم أيضا أقليات من أتباع اليهودية والمجوسية. في الوقت الذي كانت فيه المسيحية هي الديانة السائدة بين الأرمن فإن المجوسية كانت هي عقيدة الأغلبية الكبيرة من الأكراد. أما الأقلية من الأكراد فإن أفرادها كانوا يعتنقون المسيحية من وجهة نظر اليعاقبة، ويضاف إلى هذا وذاك وجود بعض الجماعات اليهودية.
وبالنسبة للإقليم الثالث، إقليم الران فإنه كان يوجد تشابه كبير بينه وبين إقليم أرمينيا، وذلك من حيث المعتقدات الدينية، غير أن عدد اليهود في إقليم الران كان كثيرا إذا قورن بعدد إخوانهم في إقليم أرمينيا، ويعود ذلك إلى أن إقليم الران كان فيما سبق من مملكة الخزر، ومعروف عن الخزر أنهم في عمومهم كانوا يدينون بالديانة اليهودية .

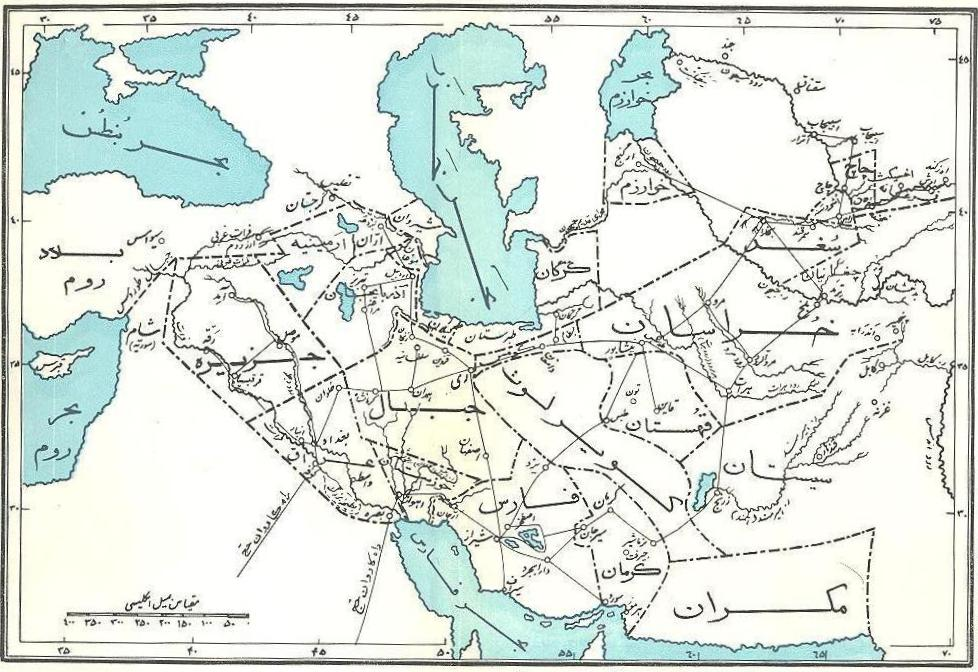
خريطة توضح جزء من المنطقة في العهد العباسي

## الحياة السياسية
أذربيجان جزء مهم من هذه البلاد واذا انتقلنا إلى الجانب السياسي فإن أذربيجان كانت واحدة من المناطق المكونة للامباراطورية الساسانية. هذا، مع أنها كانت تتمتع في نطاق هذه الإمبراطورية بما يشبه الاستقلال الذاتي، شأنها في ذلك شأن معظم الأقاليم الفارسية وقت الفتح الإسلامي. وكان حاكم أذربيجان يحمل لقب «المرزبان» ويتخذ من مدينة أردبيل مقرا له.
أما أرمينيا فإنها كانت فيما مضى تحت حكم الروم، وقد استطاع كسرى انوشروان أن ينتزعها من أيدي الروم ويضمها إلى الإمبراطورية الساسانية، وظلت على هذا الوضع حتى قامت الدولة الإسلامية، مع ملاحظة أن الحكم الداخلي فيها ظل في أيدي عدد من البطارقة من أهل البلاد الأصليين، ومعنى هذا أن السلطة الفعلية في أرمينيا أثناء محاولات الفتح الإسلامي لها كانت في أيدي رجال الدين المسيحيين.
والأمر لا يكاد يختلف بالنسبة لإقليم الران، فقد كان تابعا للإمبراطورية الساسانية، وكان يقبض على زمام الحكم في هذا الإقليم وقت محاولات الفتح الإسلامي له رجل يحمل لقب «مالك» ويسمى شهربراز، وكان يقيم في مدينة الباب التي كانت في ذلك الوقت المركز الرئيسي لإقليم الران.

## الفتح الإسلامي لبلاد الرحاب
في عهد الخليفة عمر بن الخطاب رضي الله عنه أخذت الإمبراطورية الفارسية تتهاوى أمام زحف الجيوش الإسلامية المنتصرة. وقد استطاعت الدولة الإسلامية، بصفتها السياسية، أن تبسط سيادتها على الأقاليم الفارسية من الجنوب إلى الشمال ومن الغرب إلى الشرق. وكان إقليم أذربيجان من المناطق التي توجهت إليه الجيوش الفاتحة في تلك الفترة المبكرة من تاريخ الفتوحات الإسلامية.
وكان أول قائد عربي يدخلها هو الصحابي عتبة بن فرقد السلمي رضي الله عنه في سنة 18هـ وكان من نتيجة هذه الحملة التي هزم فيها الأذريين هو كتاب أمان من عتبة بن فرقد لأهل أذربيجان بمقتضاه منحوا الأمان «على أنفسهم وأموالهم ومللهم وشرائعهم، على أن يؤدوا الجزية على قدر طاقتهم».
لكن لم يلتزم أهل أذربيجان بشروط هذا الاتفاق، وكانت نتيجة نقضهم له أن توجهت إلى الإقليم حملات أخرى، كان من أهمها تلك الحملة التي قادها حذيفة بن اليمان سنة 22هـ وقد توغل حذيفة بقواته في أذربيجان حتى وصل إلى مدينة أردبيل، عاصمة الإقليم، وهنا تصدى المرزبان للقوات الإسلامية. وبعد قتال شديد طلب المرزبان من القائد المسلم أن يعقد معه صلحا، واستجاب له حذيفة بن اليمان، وتم بين الاثنين الاتفاق على أساس أن يدفع أهل أذربيجان للدولة الإسلامية جزية سنوية مقدارها ثمانمائة ألف درهم «على أن لا يقتل منهم أحدا ولا يسبيه، ولا يهدم بيت نار، ولا يعرض الأكراد البلاسجان وسبلان وساترودان، ولا يمنع أهل الشيز خاصة من الزمن في أعيادهم وإظهار ما كانوا يظهرونه».
وينفرد اتفاق حذيفة بتفصيل أكثر فيما يختص بتوضيح تسامح المسلمين مع أتباع الديانة المجوسية، ويتضح لنا ذلك من النص على أن لا يهدم المسلمون للمجوس بيت نار.
رغم هذا التسامح الديني وهذه المرونة السياسية قامت في أذربيجان سلسلة من الحركات المناوئة للسيادة الإسلامية، سواء أكان ذلك في العام الأخير من خلافة عمر بن الخطاب أم في أوائل عهد الخليفة عثمان بن عفان رضي الله تعالى عنهما، وقد استطاعت الدولة الإسلامية أن تتغلب على هذه الحركات المناوئة، محافظة بذلك على المكاسب السياسية التي حققتها.
بعد وفاة عثمان بن عفان رضي الله عنه، أصيبت الفتوحات في هذه المنطقة بالتجمد في بداية العصر الأموي، وعادت للنشاط في نهاية هذا العصر، ففي السنوات الأولى من خلافة هشام بن عبد الملك، شهدت منطقة الرحاب وبصفة خاصة منطقة داغستان ممثلة في قاعدتها مدينة باب الأبواب - شهدت تصعيدًا لبث الدعوة الإسلامية، وتصعيدًا للصراع بين الإسلام والقوة المعادية الممثلة في الخرز والروس، فكان لاستشهاد الجراح الحكمي وانهزام قواته بالقرب من أردبيل أثره في حشد الجيوش الإسلامية لمواجهة الخزر، فتجمعت قوات إسلامية عظيمة بقيادة سعيد بن عمرو الحرشي، وهزم الخزر والران، وتعقبهم بعيدًا خارج حدود إقليم الرحاب، واتبع الأمويون سياسة جديدة في نشر الإسلام بهذه المنطقة، ارتكزت على إبعاد العناصر المشبوهة، وتشجيع العناصر العربية على الاستيطان بالمنطقة، وتطبيقًا لسياسة الاستيطان أسكن مسلمة بن عبد الملك في منطقة الرحاب 24 ألف من أهل الشام ة تحديدا في مدينة باب الأبواب ، وأدت هذه السياسة إلى تغيير التركيب البشري للمنطقة، وأصبحت العناصر العربية العمود الفقري في الدفاع عنها. وازدهرت الدعوة الإسلامية في عهد ولاية مروان بن محمد، فلقد أعاد توزيع استيطان المسلمين بالمنطقة، مما أثر في الدعوة الإسلامية وتثبيتها في منطقة داغستان.
وسار العباسيون على نهج الأمويين، ففي عهد أبي جعفر المنصور تولى منطقة الحدود يزيد بن أسيد السلمي، ويحفظ التاريخ لهذا القائد صفات مجيدة في الجهاد ضد أعداء الإسلام في منطقة الثغور الشمالية، فمد رقعة الإسلام نحو الشمال في بلاد الران، وطبق سياسة استيطان المسلمين بهذه المناطق.
وفي القرن الثالث الهجري في سنة 241هـ نجح القائد العباسي بغا الكبير في تأكيد سيطرة الإسلام على المنطقة، وزادت نسبة معتنقي الإسلام، وفي القرن الخامس الهجري سيطر الأتراك السلاجقة على بلاد الرحاب وما حولها، وكان الحكام الجدد من المسلمين لهذا أتى الحكم الجديد بالمزيد من الجماعات الإسلامية التي تنتمي إلى أصول تركية، فزادت نسبة المسلمين زيادة عظيمة، إلا أن المنطقة أصيبت بنكسة جديدة نتيجة سيطرة المغول، ثم تحول الأمر إلى صالح الإسلام بعد أن اعتنق المغول الإسلام، فأصبح الإسلام دين الأغلبية الساحقة، وبعد المغول سيطر الأتراك العثمانيون على المنطقة في القرن الخامس عشر الميلادي، وفي سنة 1298هـ، وتقلبت المنطقة لاحقا بين السيطرة الروسية والعثمانية والفارسية.